# 长岭镇 (长岭县)
长岭镇，是中华人民共和国吉林省松原市长岭县下辖的一个乡镇级行政单位。

## 行政区划
长岭镇下辖以下地区：
西关街社区、长盛路社区、长岭街社区、新业街社区、岭城路社区、永治街社区、岭南路社区、永久路社区、东关街社区、长兴路社区、北门外村、东门外村、南门外村、拉拉街村、先锋堡村、串坨子村、中心村、蔬菜村、新太村、龙凤村、治安村、落实村、金水村、东升村、马莲村、三合村、大二号村、山湾村和九号村。